# اختبار ما قبل الولادة
يتكون اختبار ما قبل الولادة (بالإنجليزية: Prenatal testing)‏ من الفحص والتشخيص السابق للولادة، والذي يعد من وجوه رعاية ما قبل الولادة ويركز على اكتشاف مشاكل الحمل في وقت مبكر قدر المستطاع. قد تكون هذه المشاكل تشريحية وفسيولوجية فيما يخص صحة الزيجوت أو الجنين (المضغة) أو الجنين الحي، أو حتى قبل أن يبدأ الحمل (كما في التشخيص الوراثي قبل الإنغراس) أو متى كان مناسبًا في أوقات الحمل المبكرة. يمكن للفحص أن يكشف عن مشاكل مثل عيوب الأنبوب العصبي، تشوهات الكروموسومات، والطفرات الجينية التي من شأنها أن تؤدي إلى اضطرابات وراثية وعيوب خلقية، مثل تشقق العمود الفقري والحنك المشقوق ومتلازمة داون ومرض تاي ساكس وفقر الدم المنجلي والثلاسيميا والتليف الكيسي وضمور العضلات ومتلازمة الكروموسوم إكس الهش. تم تصميم بعض الاختبارات لاكتشاف المشاكل التي تؤثر في المقام الأول على صحة الأم، مثل اختبار بروتين البلازما (أ) المرتبط بالحمل " PAPP-A " للكشف عن مقدمات تسمم الحمل أو اختبارات تحمل الجلوكوز لتشخيص سكر الحمل. يمكن للفحص أيضا الكشف عن العيوب التشريحية مثل استسقاء الرأس وانعدام الدماغ وعيوب القلب ومتلازمة الشريط السلوي.
يركز فحص ما قبل الولادة على اكتشاف المشاكل بين عدد كبير من السكان بطرق معقولة التكلفة وغير باضعة/ مؤذية. بينما يركز تشخيص ما قبل الولادة على استقصاء معلومات تفصيلية إضافية بمجرد العثور على مشكلة معينة، ويمكنه أن يكون في بعض الأحيان أكثر استدعاءً للتدخل. إجراءات الفحص الأكثر شيوعاً هي الموجات فوق الصوتية الروتينية واختبارات الدم وقياس ضغط الدم. إجراءات التشخيص الشائعة تشمل بزل السلى وأخذ العينات من الزغابات المشيمية. في بعض الحالات، يتم إجراء الاختبارات لتحديد ما إذا كان سيتم إجهاض الجنين، مع ذلك يجد كل من الأطباء والمرضى أنه من المفيد تشخيص حالات الحمل عالية الخطورة في وقت مبكر بحيث يمكن تحديد موعد الولادة في مستشفى ذات درجة رعاية ثالثية حيث يمكن للطفل أن يتلقى الرعاية المناسبة.

## النشأة
بدأ التشخيص قبل الولادة يتطور بشكل ملحوظ في فرنسا في أوائل الستينيات، تحديداً بعد اكتشاف التريسومي 21 (متلازمة داون) من قبل فريق البروفيسور جيروم ليجون. هذا الاكتشاف فتح الباب أمام إمكانيات جديدة في الطب الجيني والتشخيص الطبي، مما دفع العلماء والأطباء إلى البحث عن وسائل فعالة للكشف عن التشوهات الوراثية لدى الجنين قبل الولادة. من بين هذه الوسائل التي تم تطويرها، ظهرت تقنية الأمينوسنتيس، التي أصبحت إحدى أهم الأدوات في التشخيص الوراثي. تعتمد هذه التقنية على أخذ عينة من السائل الأمنيوسي المحيط بالجنين في رحم الأم عند حوالي الأسبوع الـ16 من الحمل. يحتوي هذا السائل على خلايا جنينية يمكن استخدامها لإجراء اختبارات الكروموسومات، مما يسمح بالكشف عن اضطرابات وراثية مثل متلازمة داون، وغيرها من الحالات الوراثية. في البداية، كانت هذه الفحوصات مخصصة فقط للأسر التي لديها تاريخ مرضي وراثي أو أولئك الذين أنجبوا سابقاً أطفالاً يعانون من اضطرابات جينية، حيث كانت تُعتبر إجراءً حساساً ومخصصاً للحالات ذات الخطورة العالية. ومع مرور الوقت، وبفضل التطورات في مجال التصوير الطبي، وخاصة التصوير بالموجات فوق الصوتية، أصبحت الأمينوسنتيس إجراءً أكثر أماناً ودقة. ساعد التصوير بالأمواج فوق الصوتية في توجيه الأطباء خلال سحب السائل الأمنيوسي، مما قلل من مخاطر الإصابة بالأم أو الجنين أثناء العملية. نتيجة لذلك، توسع استخدام الأمينوسنتيس وأصبح يُطبق على نطاق أوسع، خاصة للأمهات فوق سن الـ38، حيث يزداد خطر الإصابة بالتشوهات  الوراثية مع التقدم في العمر. كما أن التحسينات في التقنيات الطبية جعلت الفحص أكثر دقة، وساهمت في الكشف المبكر عن العديد من الحالات الوراثية التي قد تؤثر على صحة الجنين.ومع أن هذه التطورات وفرت فوائد كبيرة من حيث القدرة على تحديد المشاكل الوراثية في وقت مبكر، إلا أنها أثارت أيضاً تساؤلات أخلاقية، خاصة فيما يتعلق بمسألة الإجهاض بناءً على النتائج. هذه القضايا الأخلاقية أصبحت جزءاً مهماً من النقاشات حول التشخيص قبل الولادة، حيث تمحورت حول سؤال أساسي: "هل يجب أن نستخدم هذه التقنيات بشكل روتيني لكل النساء الحوامل؟

### الأهداف
يتمتع التشخيص الطبي السابق للولادة بثلاثة أهداف رئيسية: (1) تمكين تقديم العلاج الطبي أو الجراحي المناسب لحالة معينة قبل أو بعد الولادة، (2) منح الآباء فرصة إنهاء الحمل في حالة تشخيص حالة طبية، و(3) توفير الفرصة للآباء للتحضير نفسيًا واجتماعيًا وماليًا وطبيًا لاستقبال طفل يعاني من مشكلة صحية أو إعاقة، أو لاحتمالية حدوث إجهاض. يمكن للحصول على معلومات مسبقة حول المشكلات المحتملة أثناء الحمل أن يساعد الكادر الطبي والآباء في التحضير بشكل أفضل لولادة طفل يعاني من مشاكل صحية. على سبيل المثال، الاضطراب في الكروموسوم 21 (متلازمة داون) يرتبط بتشوهات في القلب يمكن أن تتطلب تدخلًا طبيًا فوريًا عند الولادة.

## أسباب فحص وتشخيص ما قبل الولادة
توجد ثلاثة أهداف لتشخيص ما قبل الولادة: (1) لتمكين العلاج الطبي أو الجراحي في الوقت المناسب للحالة سواء قبل أو بعد الولادة، (2) لإعطاء الأبوين فرصة إجهاض الجنين الذي تم تشخيصه بالمشكلة، (3) لإعطاء الفرصة للأبوين من أجل «الاستعداد» نفسيا واجتماعيا وماديا وطبيا لطفل يعاني من مشكلة صحية أو إعاقة، أو لاحتمالية ولادة جنين ميت.
الحصول على هذه المعلومات مبكرًا يعني أنه بإمكان موظفي الرعاية الصحية وكذلك الوالدين إعداد أنفسهم بشكل أفضل لولادة طفل يعاني من مشكلة صحية ما. على سبيل المثال، ترتبط متلازمة داون بالعيوب القلبية التي قد تحتاج إلى التدخل فور الولادة.
يفضل العديد من الآباء المترقبين للولادة أن يعرفوا جنس أطفالهم قبل الولادة. تشمل وسائل ذلك: تحليل الحمض النووي الجنيني الخالي من الخلايا، وبزل السلى مع دراسة النمط النووي، والموجات فوق الصوتية قبل الولادة. في بعض البلاد، يكون المتوقع من مقدمي الرعاية الصحية إخفاء هذه المعلومات عن الوالدين، بينما في بلاد أخرى يتوقع منهم الكشف عن هذه المعلومات.

## عوامل الخطر المؤهلة للفحص
بسبب مخاطر الإجهاض وتأذي الجنين المرتبطة بالبزل الأمنيوسي وإجراءات فحص الزغابات المشيمية، تفضل العديد من النساء الخضوع للفحوصات أولاً لمعرفة إذا ما كان خطر العيوب الخلقية لدى الجنين مرتفعًا بما يكفي لتبرير مخاطر الاختبار التوغلي. بما أن اختبارات الفحص قد تسبب درجة خطر تتمثل في فرصة أن يعاني الطفل من عيب خلقي، فإن المستوى الأكثر شيوعاً للمخاطر العالية هو 1: 270. بينما يعتبر الكثير من الأطباء أن درجة الخطر 1: 300 هي نسبة خطورة منخفضة. ومع ذلك، فإن الموازنة بين خطر الولادة مع عيب خلقي وخطر حدوث مضاعفات من الاختبارات التوغلية هي موازنة نسبية وشخصية؛ فقد يقرر بعض الآباء أنه حتى احتمالية 1: 1000 من خطر العيوب الخلقية يعد مبررًا لإجراء اختبار متوغل، بينما قد لا يقبل آخرون الخضوع لاختبار متوغل حتى إذا كانت لديهم درجة خطر تصل إلى 1:10.
توصي توجيهات المجلس الأمريكي لأطباء التوليد وأمراض النساء حاليًا أن يُعرض إجراء الاختبارات التوغلية على النساء الحوامل، بغض النظر عن العمر، للحصول على تشخيص نهائي لبعض عيوب الولادة. ومن ثم، فإن معظم الأطباء يقدمون اختبارات تشخيصية لجميع مرضاهم، مع أو بدون فحص مسبق، والسماح للمريضة باتخاذ القرار.
فيما يلي بعض الأسباب التي تجعل المريضة تعتبر أن خطر الإصابة بعيوب خلقية قد يكون مرتفعًا بما يكفي ليسمح بتخطي الفحص والانتقال مباشرةً للاختبار التوغلي.
- النساء فوق سن 35.
- النساء اللواتي سبق لهن الولادة قبل الموعد أو لديهن أطفال يعانون من عيب خلقي، وخاصةً مشاكل قلبية أو وراثية.
- النساء اللواتي يعانين من ارتفاع ضغط الدم أو مرض الذئبة أو مرض السكر أو الربو أو الصرع.
- النساء اللواتي لديهن تاريخ عائلي أو خلفيات عرقية عرضة للاضطرابات الوراثية أو لدى أزواجهن.
- النساء الحوامل مع توائم (اثنان أو أكثر).
- النساء اللاتي تعرضن للإجهاض من قبل.

## الاختبارات بناءًا على التوغلية
يمكن إجراء اختبار تشخيصي قبل الولادة عن طريق الأساليب المتوغلة أو غير المتوغلة. تتضمن الطريقة التوغلية / التدخلية مسابر أو إبر يتم إدخالها في الرحم، على سبيل المثال: بزل السلى، الذي يمكن اجراؤه منذ حوالي الأسبوع 14 من الحمل، وغالبًا ما يصل إلى حوالي 20 أسبوعا، وأخذ العينات من الزغابات المشيمية، والذي يمكن اجراؤه في وقت أبكر (بين الأسابيع 9.5 و 12.5 من الحمل) ولكنه يمكن أن ينطوي على مخاطرة أكبر قليلا على الجنين. وجدت إحدى الدراسات التي أجرت مقارنة بين أخذ عينة من الزغابات المشيمية عبر البطن وبين بزل السلى في الفصل الثاني من الحمل عدم وجود فرق كبير في إجمالي فقدان الحمل بين الإجراءين. من ناحية أخرى، يحمل أخذ العينات من الزغابات المشيمية عبر عنق الرحم خطرًا أعلى بكثير، بالمقارنة مع بزل السلى في الفصل الثاني من الحمل، بمعدل كلي لفقد الحمل (الخطر النسبي 1.40؛ بمجال ثقة 95% من 1.09 إلى 1.81) والإجهاض التلقائي (خطر 9.4% ؛ الخطر النسبي 1.50 ؛ 95% مجال ثقة 1.07 إلى 2.11)
تشمل التقنيات غير المتوغلة فحص رحم المرأة من خلال التصوير بالموجات فوق الصوتية وفحص دم الأم (المقصود: ألفا فيتو بروتين). اختبارات الدم لتحديد التثلث الصبغي (متلازمة داون في الولايات المتحدة، ومتلازمة داون وإدوارد في الصين) المبنية على كشف الحمض النووي المشيمي الخالي من الخلايا الموجود في دم الأم، والمعروف أيضًا باسم اختبار ما قبل الولادة غير التوغلي، والتي أصبحت متاحة. إذا تم اكتشاف وجود خطورة مرتفعة للخلل الكروموسومي أو شذوذ جيني بواسطة اختبار فحص غير توغلي، يمكن استخدام تقنية أكثر توغلية لجمع مزيد من المعلومات. في حالة عيوب الأنبوب العصبي، يمكن أن توفر الموجات فوق الصوتية المفصلة تشخيصًا نهائيا بطريق غير توغلية.
| التوغلية   | اختبار                                   | ملاحظات | التوقيت                          |
| غير توغلي  | تشخيص وراثي سابق للانغراس (PGD)          | أثناء إجراءات التلقيح الصناعي خارج الجسم، من الممكن أخد عينة من خلايا الجنين البشري، التشخيص الوراثي قبل الانغراس في حد ذاته غير توغلي، ولكن عادة ما يتضمن التلقيح الصناعي إجراءات توغلية مثل إحضار الخلية البيضية عبر المهبل. | قبل الانغراس                     |
| غير توغلي  | فحص خارجي                                | فحص رحم المرأة من خارج الجسم.يتم جس الرحم بشكلٍ عام لتحديد ما إذا كانت هناك مشاكل في مكان الجنين (أي الوضع المقعدي). يمكن أيضا قياس طول قاع الرحم. | الفصل الثاني أو الثالث من الحمل  |
| غير توغلي  | تخطيط الصدى التوليدي                     | عادةً ما يتم إجراء "عمليات مسح التأريخ" (يعرف أيضا بمسح تدوين القياسات أو الموجات فوق الصوتية التأريخية) من عمر 7 أسابيع من الحمل لتأكيد تواريخ الحمل والبحث عن حالات الحمل المتعددة. يمكن استخدام المسح القفوي المتخصص عند الأسابيع 11-13 لتحديد خطر احتمالات أعلى لمتلازمة داون. وفي وقت لاحق، يمكن أن يتحقق "المسح الشكلي"، الذي يسمى أيضًا "التشريح بالموجات فوق الصوتية"، منذ 18 أسبوعًا، من أي تطورات غير طبيعية. يمكن إجراء المزيد من الموجات فوق الصوتية إذا كانت هناك أية مشاكل أخرى في الحمل، أو إذا كان هناك تأخر في موعد الولادة.                                                | الفصل الأول أو الثاني من الحمل   |
| غير متوغل  | دقات قلب الجنين                          | الاستماع إلى ضربات قلب الجنين عن طريق راصد خارجي موضوع على الجزء الخارجي من البطن. | الفصل الأول أو الثاني            |
| غير توغلي  | اختبار غير إجهادي                        | استخدام جهاز مراقبة قلب الجنين خلال الفصل الثالث من الحمل لمراقبة حالة الجنين. | الفصل الثالث من الحمل            |
| غير توغلي  | ضغط دم الأم                              | يستخدم للكشف عن بوادر تسمم الحمل طوال فترة الحمل. | الفصول الأول والثاني والثالث     |
| غير توغلي  | وزن الأم                                 | بشكل غير اعتيادي يمكن أن يشير وزن الأم المنخفض أو المرتفع إلى مشاكل في الحمل. | فصول الحمل الأول والثاني والثالث |
| أقل توغلًا  | الخلايا الجنينية في دم الأم (FCMB)       | يتطلب سحب دم من الأم. يعتمد على إثراء الخلايا الجنينية التي تسبح في دم الأم. حيث أن الخلايا الجنينية تحتفظ بكل المعلومات الوراثية للجنين النامي، يمكن استخدامها لإجراء تشخيص ما قبل الولادة. | الفصل الأول من الحمل             |
| أقل توغلًا  | دنا جنيني من دون خلايا في دم الأم        | يتطلب سحب دم من الأم. يعتمد على الحمض النووي ذو الأصل الجنيني الذي يسبح في دم الأم. يمكن للاختبار تحديد اختلال الصيغة الصبغية لدى الجنين.(متوفر في الولايات المتحدة، بدءا من 2011) ومعرفة نوع الجنين في وقت مبكر كستة أسابيع من الحمل. يتراوح الحمض النووي الجنيني من حوالي 2-10% من مجموع الحمض النووي في دم الأم. يمنح الدنا جنيني من دون خلايا أيضًا تسلسل الجينوم الكامل للجنين، وبالتالي تحديد التسلسل الكامل للمادة الوراثية لكل جين.. | الفصل الأول من الحمل             |
| أقل توغلا  | اختبار تحمل الجلوكوز                     | يتطلب سحب دم من الأم. يستخدم للكشف عن سكر الحمل | الفصل الثاني من الحمل            |
| أقل توغلا  | استجلاب أرومة مغذية من خلال عنق الرحم    | يمكن استخدام سحب مخاط عنق الرحم، مسح عنق الرحم، غسل عنق الرحم أو غسل داخل الرحم لاحضار خلايا الأرومة المغذية من أجل أغراض تشخيصية، بما في ذلك التحليل الوراثي السابق للولادة. معدلات نجاح استخراج خلايا الأرومة المغذية الجنينية تتراوح بين 40% إلى 90 ٪. يمكن استخدامه في تحديد جنس الجنين والكشف عن اختلالات الصيغة الصبغية. أثبتت واسمات الأجسام المضادة أنها مفيدة في اختيار خلايا الأرومة المغذية من اجل التحليل الوراثي، وتوضيح أن كثرة خلايا الأرومة المغذية القابلة للتحصيل تتضاءل في حالات الحمل غير الطبيعي، كما هو الحال في الحمل خارج الرحم أو الحمل اللاجنيني " بيضة تالفة". | الفصل الأول من الحمل             |
| أقل توغلا  | فحص دم الأم                              | يشمل β-hCG واختبار بروتين البلازما (أ) المرتبط بالحمل وألفا فيتو بروتين وبروتين إنهبين (أ). | الفصلين الأول والثاني من الحمل   |
| أكثر توغلا | فحص الزغابات المشيمية                    | يتضمن الحصول على عينة من زغابات مشيميةواختبارها. يمكن القيام بذلك قبل بزل السائل الأمنيوسي، ولكنه قد يحمل خطر أعلى للإجهاض، يقدر بنسبة 1% | بعد الأسبوع العاشر               |
| أكثر توغلا | بزل السلى                                | يمكن إجراؤه بمجرد تكون سائل سلوي كافي لأخذ عينة. خلايا من الجنين ستكون عائمة في هذا السائل، ويمكن فصلها واختبارها. عادة ما يشار إلى مخاطر الإجهاض في بزل السلى بنسبة 0.06% (1: 1600). يمكن أيضا من خلال بزل السلى حفظ الخلايا الجذعية الأمينية بالتبريد. | بعد الأسبوع الخماس عشر           |
| أكثر توغلا | تنظير المضغة وتنظير الجنين               | على الرغم من ندرة اجراؤها، فإن هذه الاختبارات تتضمن إدخال مسبار إلى في رحم المرأة للملاحظة (باستخدام كاميرا فيديو) أو أخذ عينة من الدم أو الأنسجة من المضغة أو الجنين. |                                  |
| أكثر توغلا | أخذ عينة دم من الحبل السري عن طريق الجلد | أخذ عينة دم من الحبل السري عن طريق الجلد وهو اختبار تشخيصي وراثي يفحص الدم من الحبل السري الجنيني للكشف عن تشوهات الجنين. | الأسابيع 24 ـ 34                 |

## الاختبارات حسب مرحلة الحمل

### ما قبل الحمل
قبل الحمل، قد يختار الأزواج إجراء اختبار وراثي لمعرفة احتمالات الحمل بطفل لديه خلل وراثي معروف. الاختلالات الأكثر شيوعًا في السكان القوقازين هي:
- التليف الكيسي
- متلازمة كروموسوم اكس الهش
- اضطرابات الدم مثل مرض الخلية المنجلية
- مرض تاي ساكس
- ضمور العضلات الشوكي

المئات من الحالات الإضافية معروفة وتكتشف أكثر على أساس منتظم. ولكن ـ لأسباب اقتصادية ـ إجراء اختبار شامل للسكان لجميع الحالات المعروفة غير مدعوم بشكل جيد، خاصة عندما تؤخذ بعين الاعتبار تكلفة النتائج الإيجابية الكاذبة واختبارات المتابعة المصاحبة لها. توجد أيضا اعتبارات أخلاقية تتعلق بهذا الشأن أو أي نوع من الاختبارات الجينية.
قد يكون أحد الأبوين أو كلاهما على دراية بوجود أفراد آخرين في العائلة يعانون من هذه الأمراض. يمكن للاختبار قبل الحمل التخفيف من القلق، وإعداد الزوجين للعواقب المحتملة على المدى القصير أو الطويل من وجود طفل مصاب بهذا المرض، وتوجيه الزوجين نحو التبني أو الوالدية بالرعاية، أو التوجيه نحو الاختبار الجيني قبل الانغراس خلال عملية التلقيح الصناعي. إذا تم العثور على اضطراب وراثي، عادة ما يُنصح بالمشورة الجينية المتخصصة من أجل التعرف على الاعتبارات الأخلاقية المرتبطة بالقرارات اللاحقة للأبوين والتأثير المحتمل على عائلاتهم الممتدة. معظم ـ وليس كل ـ هذه الأمراض تتبع أنماط الوراثة المندلية. ترتبط متلازمة كروموسوم إكس الهش بتمدد بعض أجزاء الحمض النووي المتكررة وقد تتغير من جيل إلى آخر.

### الفصل الأول من الحمل (الثلث الأول)
خلال العرض المبكر للحمل خلال الستة أسابيع الأولى، قد يتم عرض الفحص المبكر بالموجات فوق الصوتية للمساعدة في تأكيد عمر الحمل للجنين والتحقق من الحمل المفرد أو التوائم، ولكن هذا الفحص لا يمكنه اكتشاف التشوهات الشائعة. يمكن تقديم تفاصيل الفحص السابق للولادة وخيارات الاختبار.
عند حوالي الأسابيع 11-13، يمكن تقديم عرض الفحص القفوي والذي يمكنه أن يكون مصحوبا باختبارات الدم لبروتين البلازما أ المرتبط بالحمل وموجهة الغدد التناسلية المشيمائية بيتا، واثنين من وسمات الدم التي ترتبط بالتشوهات الكروموسومية، فيما يسمى الاختبار المشترك في الفصل الأول من الحمل. ثم يتم الجمع بين نتائج اختبار الدم مع قياسات الموجات فوق الصوتية القفوية وعمر الأم والعمر الحملي للجنين لإعطاء درجة خطر لمتلازمة داون وتثلث الصبغي 18 وتثلث الصبغي 13. يمتلك الاختبار المشترك في الفصل الأول من الحمل حساسية (أي معدل الكشف عن الاختلالات) من 82-87% ومعدل إيجابية كاذبة حوالي 5 ٪

### الفصل الثاني من الحمل (الثلث الثاني)
يتم إجراء فحوصات الشذوذ بين 18-22 أسبوع من عمر الحمل. توصي الجمعية الدولية للموجات فوق الصوتية في أمراض النساء والولادة بإجراء تصوير الموجات فوق الصوتية على سبيل الرعاية الروتينية قبل الولادة لقياس الجنين حتى يمكن التعرف على اضطرابات النمو بسرعة في وقت لاحق من الحمل، وتقييم التشوهات الخلقية وتعدد الحمل (أي التوائم). يمكن أن يكشف الفحص عن انعدام الدماغ وشقوق الحبل الشوكي المفتوحة والشفة المشقوقة والفتق الحجابي وانشقاق البطن الخلقي والفتق السري الولادي وعيوب خلقية في القلب وغياب الكليتين الخلقي وخلل التنسج العظمي الغضروفي ومتلازمة إدوارد ومتلازمة باتو.
يمكن إجراء اختبار رباعي في الفصل الثاني من الحمل (يعتبر الاختبار الثلاثي قديم الظراز بشكل واسع باستثناء بعض الولايات، مثل ميسوري، حيث يغطي التأمين الصحي الاختبار الثلاثي فقط، وهذا ما تحصل عليه المريضة عادة). مع الفحص المتكامل، يتم إجراء كلا من الاختبار المشترك في الفصل الأول من الحمل والاختبار الثلاثي / الرباعي، ويتم إصدار التقرير فقط بعد تحليل كلا الاختبارين. ومع ذلك قد لا يرغب المرضى في الانتظار بين هاتين المجموعتين من الاختبارات. مع الفحص المتسلسل، يصدر أول تقرير بعد تسليم عينة الفصل الأول من الحمل، وتقرير نهائي بعد العينة الثانية. مع الفحص الاحتمالي، سيحصل المرضى الذين يعانون من مخاطر عالية أو منخفضة للغاية على تقارير بعد تقديم عينة الأشهر الثلاثة الأولى. سوف يُطلب فقط من المرضى ذوي الخطورة المتوسطة (درجة الخطر بين 1:50 و 1: 2000) تقديم عينة في الفصل الثاني من الحمل، والتي بعدها سوف يتلقون تقريرا يجمع بين المعلومات من عينتين الدم معا وقياس الفحص القفوي. للاختبار المشترك للفصل الأول والاختبار الثلاثي / الرباعي معًا حساسية بنسبة 88-95% مع معدل إيجابية كاذبة بنسبة 5% لمتلازمة داون، على الرغم من إمكانية تحليلها بطريقة توفر حساسية بنسبة 90% مع نسبة إيجابية كاذبة 2 ٪. أخيراً بالنسبة للمرضى الذين لا يتلقون الموجات فوق الصوتية للفحص القفوي في الأشهر الثلاثة الأولى من الحمل، لازال في إمكانهم الحصول على اختبار دم متكامل يشمل قياس مستويات الدم من بروتين البلازما أ المرتبط بالحمل في الفصل الأول من الحمل، ثم إجراء اختبار رباعي في الفصل الثاني. وهذا يوفر حساسية 85-88% ومعدل 5% إيجابية كاذبة لمتلازمة داون. أيضا، قد تتخطى المريضة فحص الثلث الأول من الحمل تمامًا وتتلقى فقط الاختبار الرباعي في الثلث الثاني، مع حساسية بنسبة 81% لمتلازمة داون ومعدل إيجابية كاذبة بنسبة 5٪

## فحص دم الأم
يمكن لفحص دم الأم في الفصل الأول من الحمل التحقق من مستويات هرمون موجهة الغدد التناسلية المشيمائية (إتش سي جي)، أو بروتين البلازما أ المرتبط بالحمل، أو إتش سي جي بيتا، أو إتش سي جي ـ إتش في دم المرأة، والجمع بينها وبين قياس الفحص القفوي. تبحث بعض المراكز أيضا عن وجود عظم أنف الجنين في الموجات فوق الصوتية.
يمكن لفحص دم الأم في الفصل الثاني من الحمل (فحص ألفا فيتو بروتين، فحص ثلاثي، فحص رباعي، أو فحص خماسي) التحقق من مستويات ألفا فيتو بروتين وبيتا إتش سي جي وبروتين إنهبين أ والاستريول وإتش سي جي إتش (إتش سي جي مفرط السكر) في دم المرأة.
يقيس الاختبار الثلاثي مستويات الدم لكل من ألفا فيتو بروتين، والاستريول، وبيتا إتش سي جي، مع حساسية بنسبة 70% ومعدل إيجابية كاذبة بنسبة 5٪. يتم إضافته في بعض مناطق الولايات المتحدة، حيث أن الاختبار الرباعي (مضيفًا إنهبين أ إلى ما سبق، منتجًا حساسية بنسبة 81% ومعدل إيجابية كاذبة بنسبة 5% للكشف عن متلازمة داون عند إجراؤه في عمر 15-18 أسبوعًا من عمر الحمل).
يبدو أن الوسمات الحيوية لكل من بروتين البلازما أ المرتبط بالحمل وإتش سي جي بيتا تتغير في حالات الحمل الناتجة عن الحقن المجهري (حقن الحيوانات المنوية بالبويضة، مما يؤدي إلى ارتفاع معدل الإيجابية الكاذبة. تم تطوير عوامل التصحيح ويجب استخدامها عند فحص متلازمة داون في حالة الحمل المفرد بعد الحقن المجهري، ولكن في حالات الحمل بتوأم فإن عوامل التصحيح لم تتضح تمامًا. في حالة متلازمة التوأم المتلاشي وفي وجود كيس الحمل الثاني به جنين ميت، يجب أن يستند فحص الثلث الأول من الحمل فقط على عمر الأم والفحص القفوي الشفاف حيث تتغير المؤشرات الحيوية في هذه الحالات.

## التطورات في فحص ما قبل الولادة
قياس البروتينات الجنينية في دم الأم هو جزء من الفحص القياسي قبل الولادة لوجود خلل في الصيغ الصبغية الجنينية وعيوب الأنبوب العصبي. يظهر النموذج التنبئي الحاسوبي وجود تبادل شامل ومتنوع بين بروتينات الأم والجنين يحدث أثناء الحمل ويمكن اكتشافه بطرق غير توغلية في دم الأم بالكامل. لقد تحايل هذا النموذج الحاسوبي على أحد القيود الرئيسية، وهي وفرة بروتينات الأم التي تعيق الكشف عن البروتينات الجنينية، بتحليل البروتين الجنيني الموجود في دم الأم. ساعد إدخال النسخ الجينية للجنين التي تم التعرف عليها مسبقًا في الدم الكامل للأم إلى نموذج تنبؤي حاسوبي في تطوير شبكة بروتينية كاملة عن الطفل. كماأظهر أن بروتينات الجنين المكتشفة في دم المرأة الحامل تنشأ عن مجموعة متنوعة من أنسجة وأعضاء الجنين النامي. تسيطر الشبكات البروتينية التطورية على الخصائص الوظيفية للبروتينات المتوقعة، مصورةً التطبيق السريري المحتمل لهذه التقنية كطريقة لمراقبة النمو الطبيعي وغير الطبيعي للجنين.
يمكن استخدام الفرق في مثيلة تسليل محدد من الحمض النووي الريبوزي المنقوص الأكسجين بين الأم والجنين يمكن استخدامه للكشف عن الحمض النووي الخاص بالجنين في الدورة الدموية للأم. في دراسة نشرت في 6 مارس، 2011 على الإنترنت في مجلة «نيتشر»، باستخدام هذه التقنية غير المتوغلة، حققت مجموعة من الفاحصين من اليونان والمملكة المتحدة تشخيصا صحيحا ل 14 حالة تثلث صبغي 21 (متلازمة داون) و 26 حالة طبيعية. باستخدام تسلسل متوازي ضخم، نجحت دراسة تُجري اختبارات على التثلث الصبغي 21 فقط، في اكتشاف 209 من أصل 212 حالة (98.6٪) مع 3 حالات إيجابية كاذبة في 1,471 حالة حمل (0.2٪). مع التوفر التجاري للاختبار غير التوغلي (اختبار الدم) لمتلازمة داون أصبح الاختبار متاحًا للمرضى في الولايات المتحدة كما أنه متاح بالفعل في الصين، في أكتوبر 2011، وضعت الجمعية الدولية لتشخيص ما قبل الولادة بعض التوجيه. بناءً على حساسيته ونوعيته، فإنه يشكل اختبارًا متقدمًا للفحص، وتتطلب النتائج الإيجابية تأكيدًا من خلال اختبار توغلي، ورغم فعاليته في تشخيص متلازمة داون، فإنه لا تستطيع تقييم نصف التشوهات التي يتم اكتشافها عن طريق الاختبارات التوغلية. لا يوصى بالاختبار للاستخدام العام حتى يتم تقرير نتائج الدراسات الأوسع، ولكنه قد يكون مفيدا للمرضى المعرضين لمخاطر عالية بالتزامن مع الاستشارات الوراثية.
وجدت دراسة أجريت في عام 2012 أن اختبار الحمض النووي الخالي من الخلايا في بلازما الأم كان قادرا أيضا على اكتشاف تثلث الصبغي 18 (متلازمة إدوارد) في 100% من الحالات (59/59) بمعدل إيجابية كاذبة قدره 0.28٪، وثلثت الصبغي 13 (متلازمة باتو) في 91.7% من الحالات (11/12) بمعدل إيجابية كاذبة قدره 0.97 ٪. قام الاختبار بترجمة 99.1% من العينات (1,971 / 1,988). من بين 17 عينة بدون ترجمة، ثلاثة منها كانت تحمل تثلث صبغي 18. ذكرت الدراسة أنه إذا تم رفع مستويات الفارق المعياري عن متوسط القيمة "z-score" للتثلث الصبغي 18 و 13 بشكل طفيف، فإن المعدلات الإيجابية الكاذبة العامة للاختلالات الصيغة الوراثية الثلاث يمكن أن تنخفض إلى نسبة 0.1% (2/ 1,688) عند معدل كشف إجمالي يبلغ 98.9% (280/283) من حالات اختلال الصيغة الوراثية الشائعة (يشمل ذلك كل الاختلالات الصبغية الثلاثة - داون وإدوارد وباتو)

## فحص للكشف عن خلل الصيغة الصبغية
استخدام الموجات فوق الصوتية للفحص القفوي سيكشف عن اختلال الصيغة الصبغية مثل متلازمة داون (تثلث الصبغي 21) ومتلازمة إدوارد (تثلث الصبغي 18) ومتلازمة باتو (تثلث الصبغي 13، بينما تكشف الفحوصات التي تستخدم وسمات مصل الدم فقط عن متلازمة داون والتثلث الصبغي 18، ولكن ليس التثلث الصبغي 13. مع الأخذ بعين الاعتبار أن تثلث الصبغي 13 نادر للغاية، ربما 1: 5000 حالة حمل و 1: 16000 حالة ولادة، قد يكون هذا الفارق غير هام. يمكن لوسم الألفا فيتو بروتين، سواء كان منفردًا أو كجزء من الاختبار الرباعي، الكشف عن 80% من حالات تشقق الحبل الشوكي، و 85% من عيوب جدار البطن، و 97% من حالات انعدام الدماغ. في كثير من الأحيان ستحصل النساء على تصوير مفصل بالموجات فوق الصوتية خلال الفصل الثاني من الحمل في الأسابيع 18-20 (مسح تشريحي) بغض النظر عن مستوى ألفا فيتو بروتين، مما يجعل نتيجة ألفا فيتو بروتين غير ضرورية. المسح التشريحي بالموجات فوق الصوتية يتم تنفيذه على الأجنة الأكبر حجما مما كانت عليه عمليات الفحص السابقة، والكشف عن تشوهات بنيوية أخرى مثل تشوهات القلب والجهاز الكلوي.
التهجين الموضعي المتألق (FISH)، تفاعل البوليميراز المتسلسل اللحظي الكمي PCR والتحضير المباشر للكروموسومات من الزغابات المشيمية هي كل الطرق المستخدمة حاليا وهي الأكثر فاعلية للكشف عن اختلال الصيغة الصبغية للجنين.

## التقنيات غير التوغلية لاكتشاف خلل الصيغة الصبغية
بسبب التعرف على خلايا الجنين والحمض النووي الجنيني السابح في دم الأم، أصبح التشخيص غير التوغلي لاختلال الصيغة الصبغية للجنين واعدًا بشكل أكبر. تطور مجموعة متنوعة من طرق الفحص لاكتشاف خلل الصبغيات الجنينية والانحرافات الكروموسومية الآخرى يمثل منطقة بحثية بارزة الآن بسبب اكتشاف الحمض النووي الجنيني سابحًا في بلازما دم الأم. مع ذلك، فإن المشكلة الرئيسية هي أن الخلايا الجنينية ذات الأنوية لا تمثل سوى 3 إلى 6 في المائة من الحمض النووي في بلازما الدم. ولذلك تم تطوير منهجين فعّالين يمكن استخدامها للكشف عن اختلال الصيغة الصبغية للجنين. الأول يتضمن قياس نسبة الأليلات من تعدد الأشكال النيوكليوتيدية الفردية في منطقة ترميز الحمض النووي الريبوزي الرسول (mRNA) في المشيمة. النهج الثاني هو تحليل كلا من الحمض النووي للأم والجنين والبحث عن الاختلافات في أنماط ميثلة الحمض النووي. ترتفع نسبة الحمض النووي لخلايا الجنين في بلازما دم الأم في حالات الحمل المعقدة بوجود التثليث الجنيني 21 و 13 و 18، مما يجعل الأمر أسهل للحصول على أحجام عينة كافية من بلازما دم الأم لاختبار خلل الصيغة الصبغية لدى الجنين.
التهجين الجينومي المقارن بالمصفوفات المجهرية (CGH): هي تقنية تحليل الحمض النووي للجنين مصممة للكشف عن التشوهات الكروموسومية. ويُستخدم عادةً عند ملاحظة نتائج غير طبيعية أثناء اختبارات الفحص قبل الولادة، مثل الموجات فوق الصوتية أو اختبارات الدم. وتتيح هذه الطريقة إجراء تحليل متعمق للمادة الوراثية للجنين، مما يوفر رؤية مفصلة لأي تشوهات كروموسومية موجودة. وبفضل تَشَكُّل الكروموسومات الشامل، يمكن لأخصائيي الرعاية الصحية تحديد الاختلافات في بنية الكروموسومات بدقة، مما يساعد على تحديد التشخيص الدقيق وتوفير المعلومات الأساسية للإدارة الطبية المناسبة.
تسلسل الجيل الجديد (NGS): تهدف هذه تقنية إلى تحليل الحمض النووي للجنين للكشف عن التشوهات الوراثية. تستطيع هذه الطريقة تحديد تسلسل كميات كبيرة من الحمض النووي بسرعة، مما يجعلها خياراً فعالاً لفحص الأمراض الوراثية المختلفة.

### تفاعل البوليميراز المتسلسل الرقمي
حديثا، تم عرض إمكانية استخدام تفاعل البوليميراز المتسلسل (PCR) الرقمي للكشف عن اختلال الصيغة الصبغية الجنينية باستخدام الحمض النووي (الدنا) الجنيني والحمض النووي الريبي (الرنا) الموجود في بلازما دم الأم. أظهرت الأبحاث أن تفاعل البوليميراز المتسلسل الرقمي يمكن أن يستخدم للتمييز بين الحمض النووي الطبيعي والحمض النووي مختل الصيغة الوراثية باستخدام الحمض النووي الجنيني الموجود في بلازما دم الأم.
تم تطبيق أحد أشكال تقنية تفاعل البوليميراز المتسلسل (PCR) تسمى تضخيم المسبار المعتمد على الربط المتعدد (MLPA)، الذي يستهدف الحمض النووي (الدنا) لتشخيص اختلال الصيغة الصبغية للجنين كاختبار مختص بكروموسوم أو جين ما.

### تسلسل شوزن
تم وضع تسلسل مباشر للحمض النووي لخلية الجنين باستخدام تقنية تسلسل شوزن (Shotgun sequencing). تم الحصول على هذا الحمض النووي من بلازما الدم لثمانية عشرة امرأة حامل. تلا ذلك رسم خريطة للكروموسوم باستخدام القياس الكمي للجزيئات. تم ذلك باستخدام أساليب متقدمة في تسلسل الحمض النووي مما أدى إلى تسلسل موازي من الحمض النووي الجنيني. تم حساب كمية علامات التسلسل المعينة لكل كروموسوم. إذا كان هناك زيادة أو نقص في أي من الكروموسومات، فهذا يعني وجود اختلال في الصيغة الصبغية للجنين. باستخدام هذا الأسلوب من تسلسل شوزن، أمكن الكشف بنجاح عن كل من تثلث الصبغي 21 (متلازمة داون) وتثلث الصبغي 18 (متلازمة إدوارد) وتثلث الصبغي 13 (متلازمة باتو). بدأ الآن استخدام هذه الطريقة من التشخيص غير التوغلي بكثافة وزاد البحث حولها.

### تقنيات أخرى
يمكن تحليل المكونات الجنينية في عينات من بلازما دم الأم عن طريق تقنيات على نطاق الجينوم، ليس فقط عن طريق الحمض النووي «الدنا» الكلي، ولكن أيضًا عن طريق الترسيب المناعي للحمض النووي الممثيل (مع مصفوفة التجانب)، والحمض الريبوزي النووي الميكروي (كما هو الحال مع ميجابلكس) والحمض النووي الريبوزي «الرنا» الكلي (تسلسل الحمض النووي الريبوزي)

### قبول المريضة
تم إجراء بحث لمعرفة كيف شعرت النساء حول التشخيص غير التوغلي لاختلال الصيغة الصبغية للجنين باستخدام دم الأم. أجريت هذه الدراسة باستخدام الاستطلاعات. تم تقرير أن اثنان وثمانون في المائة من النساء الحوامل وتسعة وسبعون في المئة من طلبة الطب الإناث وصفن هذا النوع من التشخيص في ضوء إيجابي، متفقات على أنه إجراء هام من أجل الرعاية السابقة للولادة. وعمومًا، أقرت النساء بشكل متفائل أن هذا النوع من التشخيص سيكون متاحًا في المستقبل.

### حالات نادرة تم اكتشافها
إلى جانب البحث المباشر عن التشوهات الصبغية وتشقق العمود الفقري، يمكن لاختبارات الدم أن تشير إلى حالات أخرى إضافية:
- مستوى الاستريول المنخفض جدا (جزء من الاختبار الرباعي) يمكن أن يشير إلى خطر متلازمة سميث - ليملي - أوبيتز، وهي اضطراب وراثي نادر للغاية (1: 100.000) والذي يمكن تأكيده بعد ذلك ببزل السلى فقط. ومع ذلك، مع معدل إيجابية كاذبة 0.3 ٪، سيتم إخبار 300 امرأة بأنهن معرضات لخطورة مرتفعة لمتلازمة متلازمة سميث-ليملي-أوبيتز لكل حمل واحد متأثر. يتفق معظم الأطباء على أن إخضاع 300 امرأة لبزل السلى لتشخيص حالة واحدة من هذه المتلازمة ليس أمرا صائبا.
- يمكن أن تشير القراءة المنخفضة لـبروتين البلازما أ المرتبط بالحمل من اختبار الدم في الفصل الأول من الحمل إلى وجود خطر مقدمات تسمم الحمل أو انحصار النمو داخل الرحم (IUGR) أو موت الجنين المبكر (أي الإجهاض). رغم ذلك، لأن بروتين البلازما أ المرتبط بالحمل يتعلق فقط بشكل ضعيف بهذه الحالات، وعلى أية حال، هناك القليل الذي يمكن القيام به تجاه هذه الحالات (باستثناء مقدمات تسمم الحمل، على الرغم من أنه يتم تحديده بشكل أفضل بوسائل أخرى)، اختبار بروتين البلازما أ المرتبط بالحمل له دور ضئيل إلا كمكون في فحص الكشف عن متلازمة داون.

## مسائل أخلاقية وعملية

### مسائل أخلاقية في اختبار ما قبل الولادة
- كيفية التأكد من أن المعلومات حول خيارات الاختبار تُعطَى بطريقة غير موجهة ومناسبة للثقافة وداعمة.
- يحتاج الآباء إلى اتخاذ قرارات مستنيرة حول الفحص والتشخيص وأية إجراءات يقومون بها كنتيجة لذلك. العديد من اختبارات الفحص تكون غير دقيقة، لذا فإن نتيجة اختبار واحد مثيرة للقلق تؤدي بشكل متكرر إلى اختبارات إضافية أكثر توغلا. إذا أكد اختبار ما قبل الولادة وجود إعاقة خطيرة، فإن الكثير من الآباء يكونون مجبرين على اتخاذ قرار إما بمواصلة الحمل أو طلب الإجهاض. ويصبح «اختيار» الفحص من المتطلبات غير المتوقعة لاتخاذ القرار.
- هل مخاطر التشخيص قبل الولادة من خلال طرق مثل بزل السلى يقابل المنفعة المحتملة؟
- نادراً ما تكون إجراءات التدخل التصحيحي للجنين ممكنة، لعيوب خلقية نادرة مثل تشقق العمود الفقري والورم المسخي قبل الولادة وقد تعطي خيار التدخل الجراحي للجنين أثناء الحمل، أو تؤكد أن العلاج المناسب و / أو الجراحة تكون متوفرة فور الولادة.
- تساؤلات حول القيمة الفعلية للأشخاص ذوي الإعاقة في المجتمع، وتساؤلات حول ما إذا كان من المناسب استخدام حلول تشبه تحسين النسل (الانتقاء) التي تقلل عدد الأطفال المولودين مع إعاقات.

التشخيص الوراثي قبل الانغراس: تطوراته وتحدياته الأخلاقية:
التشخيص الوراثي قبل الانغراس (DPI) يهدف إلى فحص الخصائص الجينية للجنين في مراحله المبكرة، تحديداً عندما يكون عمره ثلاثة أيام. هذا الإجراء يقدم حلاً بديلاً للأزواج الذين يواجهون خطرًا مرتفعًا لنقل أمراض وراثية لأطفالهم، مقارنة بالتشخيص قبل الولادة (DPN). في بداية تطبيقه، كانت الحالات المرضية التي يتم التعامل معها وكذلك الأزواج المستفيدون من هذا التشخيص وإطاره القانوني، مشابهين إلى حد كبير لتلك الموجودة في التشخيص قبل الولادة. ومع ذلك، بدأت تظهر مؤشرات وتطبيقات جديدة خاصة بالتشخيص الوراثي قبل الانغراس مع مرور الوقت. تشمل هذه التطبيقات مجموعة متنوعة من الأمراض، وخصوصاً في البلدان التي تفتقر إلى لوائح تنظيمية صارمة، مما يتيح الحرية في استخدام هذا النوع من التشخيص بطرق متعددة. ورغم الفوائد الطبية لهذه التقنية، فإن بعض التطبيقات تثير تساؤلات أخلاقية كبيرة، نظراً لاحتمالية استخدامها في سياقات غير إنسانية أو انتقائية. حتى في فرنسا، التي تتميز بنظام قانوني صارم يضبط مثل هذه الإجراءات، شهدت القوانين تعديلات حديثة تعكس التغيرات والتطورات الحاصلة في هذا المجال، ما يشير إلى أن التشخيص الوراثي قبل الانغراس يشهد توسعاً تدريجياً في استخداماته، وهو ما يطرح تحديات أخلاقية وقانونية تتطلب اهتمامًا مستمرًا ومع أن هذه التطورات وفرت فوائد كبيرة من حيث القدرة على تحديد المشاكل الوراثية في وقت مبكر، إلا أنها أثارت أيضاً تساؤلات أخلاقية، خاصة فيما يتعلق بمسألة الإجهاض بناءً على النتائج

### مخاوف لدى نشطاء وباحثين في حقوق المعاقين
قدم النشطاء والباحثين في مجال حقوق المعاقين رؤية أكثر انتقادا لاختبار ما قبل الولادة وآثاره على الأشخاص ذوي الإعاقة. وهم يجادلون حول وجود ضغوط لإجهاض الأجنة التي قد تولد مع إعاقة، وأن هذه الضغوط تعتمد على أسس من تحسين النسل والقوالب النمطية للأكثر قدرة. يعتمد هذا الإجهاض الانتقائي على الأفكار التي تقرر أن الأشخاص ذوي الإعاقة لا يستطيعون أن يعيشوا حياة مرغوب فيها، وأنهم أشخاص «معيبون»، وأنهم يشكلون أعباء، متجاهلين الحقيقة التي يقرها علماء الإعاقة أن «الاضطهاد هو أكثر ما يعيق المعاقين». تقترح مارشا ساكستون أنه يجب على النساء أن يتسائلن حول ما إذا كن يعتمدن على معلومات حقيقية وواقعية حول الأشخاص ذوي الإعاقات أم على الصور النمطية إذا قررن إجهاض جنين لديه إعاقة.

### نتائج الاختبار وعلاج الجنين
في بعض الحالات الوراثية، على سبيل المثال التليف الكيسي، لا يمكن اكتشاف خلل ما إلا إذا تم الحصول على الحمض النووي من الجنين. وغالبا ما يتطلب ذلك وسيله توغلية لتنفيذه.
إذا تم اكتشاف مرض وراثي، فغالبا لا يوجد علاج يمكنه أن يساعد الجنين حتى يولد. ومع ذلك، في الولايات المتحدة توجد عمليات جراحية قبل الولادة للجنين المصاب بتشقق العمود الفقري. التشخيص المبكر يمنح الوقت للواليدن للبحث والنقاش حول العلاج والرعاية بعد الولادة، أو في بعض الحالات، الإجهاض. عادة ما يتم استدعاء مستشاري الوراثة لمساعدة الأسر على اتخاذ قرارات مستنيرة بناءً على نتائج التشخيص السابق للولادة.

### الإيجابية الكاذبة والسلبية الكاذبة
يمكن للموجات فوق الصوتية، التي تعتبر اختبار فحص، أن تفوت أحيانًا بعض الشذوذات الطفيفة. على سبيل المثال، أظهرت دراسات أن الموجات فوق الصوتية التفصيلية في الفصل الثاني من الحمل، والتي تسمى أيضًا بالموجات فوق الصوتية من المستوى الثاني، يمكنها اكتشاف حوالي 97% من عيوب الأنبوب العصبي مثل تشقق العمود الفقري. يمكن أيضا أن تظهر نتائج الموجات فوق الصوتية «علامات بسيطة»، مثل بقعة مولدة للصدى داخل القلب أو كيس في الضفيرة المشيمية (في الدماغ)، وهي عادة ما تكون طبيعية، ولكن يمكن أن تكون مصاحبة لزيادة خطر حدوث تشوهات كروموسومية.
اختبارات الفحص الأخرى، مثل الاختبار الرباعي، يمكن أن تعطي أيضًا نتائج إيجابية كاذبة وسلبية كاذبة. حتى عندما تكون نتائج الاختبار إيجابية (أو ـ لنكون أكثر دقة ـ عندما يعطي الاختبار الرباعي نتيجة على الأقل 1 من أصل 270 خطر حدوث خلل)، عادة ما يكون الحمل طبيعيًا، ولكن يتم تقديم اختبارات تشخيصية إضافية. في الواقع، باعتبار أن متلازمة داون تؤثر على حوالي 1: 400 حالة حمل؛ إذا تم فحص 4000 حالة حمل بالاختبار الرباعي، فمن المحتمل أن يكون هناك 10 حالات حمل بمتلازمة داون والتي من شأن الاختبار الرباعي، ذو درجة الحساسية 80 ٪، أن تطلق على 8 منهن حالة خطورة عالية. كما سيخبر الاختبار الرباعي 5% (حوالي 200) من 3990 امرأة طبيعية أنهن في درجة عالية من الخطورة. ومن ثم، سيتم إخبار حوالي 208 امرأة بأنها في خطورة كبيرة، لكن عندما يخضعن لاختبار متوغل، سيتم تأكيد 8 حالات فقط (أو 4% من المجموعة عالية الخطورة) على أنها إيجابية، وسيتم تبليغ 200 امرأة (96٪) بأن حملهن طبيعي. بما أن بزل السلى لديه احتمال بنسبة 0.5% تقريبًا للإجهاض، فإن واحدة من أولئك الـ 200 حالة للحمل الطبيعي قد تتعرض للإجهض بسبب الإجراء التوغلي. في نفس الوقت، من بين 3792 امرأة أعلمن بإنهن معرضات لخطر ضئيل من خلال الاختبار الرباعي، وسوف تمر اثنتان منهن بولادة طفل مصاب بمتلازمة داون. ومن ثم يقال أن الاختبار الرباعي له قيمة تنبؤية إيجابية بنسبة 4% لأن 4% فقط من النساء اللاتي أخبرن أنهن في حالة خطورة عالية من خلال اختبار الفحص يحصلن بالفعل على جنين مصاب. بينما تكتشق 96% من النساء الأخريات اللاتي أخبرن أنهن «في خطر كبير» أن حملهن طبيعي.
بالمقارنة، في نفس الأربعة آلاف امرأة، فإن اختبار الفحص الذي لديه حساسية بنسبة 99% ومعدل إيجابية كاذبة 0.5% من شأنه أن يكتشف كل الحالات العشر الإيجابية في حين يخبر 20 امرأة طبيعية أنها إيجابية. ومن ثم، ستخضع 30 امرأة لإجراء تأكيدي توغلي، وسيتم تأكيد 10 منهن (33٪) على أنهن إيجابيات، ويتم إبلاغ 20 منهن أن لديهن حمل طبيعي. من بين 3970 امرأة أخبرهن الفحص أنهن سلبيات، لن يكون لدى أيا منهن حمل مصاب. وبناءً عليه، سيكون لهذا الفحص قيمة تنبؤية إيجابية بنسبة 33٪. لا يزال من المؤسف أن 20 امرأة بإيجابية كاذبة اضطرت إلى الخضوع لإجراء توغلي لاكتشاف أن لديهن حملا طبيعيا، ولكنه يزال أفضل من 200 ايجابية كاذبة في حالة الاختبار الرباعي.
إن المعدل الواقعي للإيجابية الكاذبة للاختبار الرباعي في العالم (كما في اختبار الفصل الأول من الحمل المشترك والمدمج وما إلى ذلك) أكبر من 5٪. كانت نسبة 5% هي النسبة التي قررتها الدراسات السريرية الكبيرة التي قام بها أفضل الباحثين والأطباء، حيث تم إجراء جميع فحوص التصوير بالموجات فوق الصوتية على يد متخصصي تصوير مدربين جيدًا وتم حساب عمر الحمل للجنين بشكل دقيق قدر الإمكان. في العالم الحقيقي، حيث يمكن أن يكون حساب عمر الحمل فنًا أقل دقة، فإن الصيغ التي تحدد درجة الخطورة لدى الحالة ليست دقيقة ويمكن أن يكون أن المعدل الإيجابي الكاذب أعلى، حتى 10٪.
بسبب الدقة المنخفضة في اختبارات الفحص التقليدية، فإن 5-10% من النساء، واللاتي غالباً ما يكونون أكبر سنًا، سيختارون إجراء اختبار توغلي حتى إذا حصلن على درجة خطورة منخفضة من خلال الفحص. المريضة التي تحصل على درجة خطر 1: 330، وبينما هي في وضع منخفض الخطورة من الناحية التقنية (حيث أن الحد القاطع للخطورة العالية عادة ما يتم تحديده على أنه 1: 270) قد تكون أكثر احتمالاً أن تختار إجراء اختبار توغلي تأكيدي. على الجانب الآخر، من المرجح أن المريضة الذي تتلقى درجة خطورة بنسبة 1: 1000 تشعر بارتياح أن حملها طبيعي.
سيكون لكل من الإيجابيات الكاذبة والسلبيات الكاذبة تأثير كبير على الزوجين عندما يتم إخبارهما بالنتيجة، أو عند ولادة الطفل. تعتبر الاختبارات التشخيصية ـ مثل بزل السلى ـ دقيقة للغاية بالنسبة للعيوب التي تتحقق منها، حتى بالرغم من كون هذه الاختبارات غير مثالية، مع تقرير وجود نسبة خطأ تبلغ 0.2% (غالباً ما تكون بسبب تشوهات نادرة مثل متلازمة داون الفسيفسية حيث تكون فقط بعض الخلايا الجنينية / المشيمة حاملة للشذوذ الجيني).
يشير ارتفاع مستوى ألفا فيتو بروتين في دم الأم إلى وجود خطر أكبر للإصابة بانعدام الدماغ وتشقق العمود الفقري المفتوح. هذا الفحص حساس بنسبتي 80% و 90% لتشقق العمود الفقري وانعدام الدماغ على التوالي.
مستوى الأستيل كولين إستراز في السائل الأمنيوسي وألفا فيتو بروتين أكثر حساسية وخصوصية من الألفا فيتو بروتين في التنبؤ بعيوب الأنبوب العصبي.
لا ينشغل العديد من متخصصي الأم ـ الجنين بإجراء اختبار الألفا فيتو بروتين لمريضاتهم لأنهم يقومون بعمل فحص الموجات فوق الصوتية لهن جميعا في الفصل الثاني من الحمل، والذي لديه معدل اكتشاف يصل إلى 97% لعيوب الأنبوب العصبي مثل انعدام الدماغ وتشقق العمود الفقري المفتوح. يعد إجراء اختبارات لتقييم عيوب الولادة المحتملة أمرًا إلزاميًا في جميع أنحاء الولايات المتحدة الأمريكية. قد يؤدي الفشل في اكتشاف المشاكل في وقت مبكر إلى عواقب خطيرة على كل من الأم والطفل. وقد يُتهم متخصصي النساء والتوليد بالإهمال. في إحدى الحالات، حصل رجل وُلد بتشقق في العمود الفقري على مليوني دولار في تسوية، بخلاف النفقات الطبية، بسبب إهمال متخصي النساء والتوليد في إجراء اختبارات ألفا فيتو بروتين.
لا يوجد اختبار قبل الولادة يمكنه اكتشاف جميع أشكال العيوب الخلقية والتشوهات.

### الضغط المجتمعي على قرارات اختبار ما قبل الولادة
أصبح بزل السلى هو معيار الرعاية الخاص بزيارات الرعاية قبل الولادة للنساء «المعرضات للخطر» أو الأكبر من سن معين. تم تعريف الاستخدام الواسع لبزل السلى بـ«الاستهلاكي». وقد تجادل البعض حول أن هذا يمكن أن يتعارض مع الحق في الخصوصية، يعرض معظم أطباء التوليد (اعتمادا على البلد) على المرضى اختبار ألفا فيتو بروتين الثلاثي واختبار فيروس نقص المناعة البشرية والأشعة فوق الصوتية بشكل روتيني. ومع ذلك، تكاد تكون جميع النساء يلتقين بمستشار وراثي قبل اتخاذ قرار بشأن التشخيص قبل الولادة. دور المستشار الوراثي هو إعلام النساء بشكل دقيق بمخاطر وفوائد التشخيص قبل الولادة. المستشارين الوراثيين مدربين على أن يكونوا غير موجهِين وأن يدعموا قرار المريضة. ينصح بعض الأطباء النساء بإجراء اختبارات معينة قبل الولادة وقد يؤثر شريك المريضة أيضًا على قرارها.

### الموافقة المبنية على علم وسوء الممارسة الطبية
من واجب أخصائيي التوليد الأخلاقي أن يُعلموا المرضى بالخيارات المتاحة أمامهم بشكل مناسب، وخصوصا إمكانية الفحص والاختبار التشخيصي. تمت مقاضاة الأطباء بنجاح من قبل نساء ولدن أطفالاً لديهم تشوهات كان من الممكن اكتشافهاإذا كنّ على علم بخيارات الفحص المتاحة لهن، على الرغم من أن المدعي يجب أن يثبت أيضًا أنها كانت لتنهي حملها في حالة وجود نتيجة إيجابية. كذلك، قد يكون الأطباء الذين يفوتون إبلاغ مرضاهم عن مخاطر بزل السلى وأخذ عينات من الزغابات المشيمية متهمين بالإهمال على أساس الإقرار المبني على علم في حالة أن المريض يلجأ للقضاء بعد الإجهاض ذو الصلة بالإجراءات أو تضرر الجنين.
يوجد اعتقاد خاطئ أن الطبيب يجب عليه فقط أن يقوم بما يقوم به عادة الأطباء الآخرون (بمعنى معيار الرعاية). ومع ذلك، في حالة الموافقة المبنية على علم، يتم تعريف المعيار القانوني بشكل أكثر شيوعًا على اعتبار ما ستختار المريضة العاقلة القيام به إذا تم إعلامها. لذلك إذا كانت المريضة العاقلة ستريد أن تخضع للفحص إذا تم إعلامها فقط أو إذا كانت المريضة العاقلة ستريد أن تحصل على بزل سلى إذا تم إعلامها بهذا الاختيار، فإن الطبيب ملزم قانونًا بإبلاغ المريضة بوجود هذه الخيارات.
بظهور اختبارات فحص أحدث وأكثر دقة، ربما يحتاج الأطباء إلى الإسراع في الوصول إلى أحدث البيانات والبدء في إعلام مريضاتهم بوجود هذه الاختبارات. قد يؤدي التخلف عن إعلام المرضية بخصوص اختبارات الفحص الأكثر دقة هذه إلى رفع دعوى قضائية بالولادة الخاطئة أو الإجهاض الخاطئ إذا استطاعت المريضة إثبات أنها كانت لتختار الاختبار الأحدث إذا كانت علمت بوجوده، لتجنب النتيجة المؤسفة التي نتجت عن تلقي اختبار فحص تقليدي أو إجراء توغلي.

### الفحص قبل الولادة وقلق الأم
تدارس الباحثون كيف أن الحصول على نتائج بزل السلى أو فحص الزغابات المشيمية في تاريخ محدد مقابل تاريخ متغير (أي «عندما تكون النتائج متاحة») يؤثر على قلق الأم. لم تجد المراجعة المنهجية للمقالات ذات الصلة دليلاً قاطعاً يدعم ما ينبثق من نتائج بزل السلى بمجرد توافرها (مقارنة بما ينبثق من النتائج التي يحدد لها تاريخ مسبق). توصل الباحثون إلى أن هناك حاجة إلى مزيد من الدراسات لتقييم تأثير الاستراتيجيات المختلفة للكشف عن نتائج فحص الزغابات المشيمية على قلق الأم.

## قوانين

### أُورُوبا
اختبار ما قبل الولادة مرخص في جميع أنحاء أوروبا، باستثناء أيرلندا. ثمانية (8) دول ليس لديها تشريعات في هذا المجال. ومع ذلك، هناك اختلافات بين الدول. على سبيل المثال، في بولندا، الموعد النهائي للحصول على اختبار ما قبل الولادة هو 22 أسبوعًا. في مالطا، أوضحت لجنة الشؤون الاجتماعية التابعة للبرلمان في تقريرها لعام 2005 أن العلاج بالحقن العلاجي يجب أن يُرخص فقط للحالات التي تتوفر لها خيارات العلاج. ومع ذلك، تحظر جميع البلدانا ختبار ما قبل الولادة لأغراض غير طبية (مثل اختيار الجنس).

## الوضع في الديانات المختلفة
المسيحية
وفقًا للكنيسة الكاثوليكية، يجب أن يكون للتشخيص الجنيني السابق للولادة هدفًا نهائيًا لتقديم الرعاية الطبية للشذوذ المكتشفة. يجب أن يكون هناك تغيير في النظرة نحو الإعاقة. هذا ما هو مكتوب في "كرامة الإنسان": "التشخيص الجنيني السابق للزرع هو نوع من التشخيص الجنيني مرتبط بتقنيات التلقيح الاصطناعي. يتضمن التشخيص الجيني للأجنة المحصلة في الاختبار غير الطبيعي، قبل نقلها إلى الرحم. يُستخدم هذا الأسلوب بهدف التأكد من عدم نقل أي أجنة معيبة إلى الأم أو نقل أجنة من جنس معين أو معززة ببعض الصفات.
بينما يكون في أشكال التشخيص الجنيني، تُفصل بشكل جيد المرحلة التشخيصية عن المرحلة المحتملة للقضاء على الجنين، وفي هذه الفترة، يبقى الأزواج حرين في استقبال الطفل المصاب. يسبق التشخيص الجنيني العادة إجراءات القضاء على الجنين "المشتبه به" من حيث العيوب الجينية أو الصفات الكروموسومية غير المرغوبة. هذا التشخيص - الذي يترافق دائمًا مع التلقيح الاصطناعي الذي هو غير جائز بالفعل - يهدف في الواقع إلى اختيار نوعي بنتائج تدميرية للأجنة، مما يترتب عليه نوع من الممارسة المبكرة للإجهاض. لذلك، يُعبر التشخيص الجنيني السابق للزرع عن هذا الروح الإقوني "الذي يقبل الإجهاض الانتقائي لمنع ولادة أطفال مصابين بأنواع مختلفة من الشذوذ. إن مثل هذا الروح ذلك مذموم دائمًا، لأنه يدعي قياس قيمة الحياة البشرية فقط وفقًا لمعايير "الطبيعة" والرفاهية الجسدية، مما يفتح الباب أمام تشريع القتل للأطفال حديثي الولادة والممارسة الرحيمة."
بمعالجة الجنين البشري على أنه "مواد معملية" بسيطة، يتم التشويه والتمييز فيما يتعلق بمفهوم الكرامة الإنسانية نفسه. الكرامة تنتمي بالتساوي إلى كل إنسان ولا تعتمد على المشروع الأبوي أو الوضع الاجتماعي أو التكوين الثقافي أو مرحلة النمو الجسدي. إذا كان في أوقات أخرى تم قبول الفكرة ومتطلبات كرامة الإنسان عمومًا، ومارست التمييز على أساس العرق أو الدين أو الوضع الاجتماعي، نشهد اليوم تمييزًا أكثر خطورة وظلمًا، حيث لا يتم التعرف على الوضع الأخلاقي والقانوني للبشر المصابين بأمراض خطيرة وإعاقات: وهكذا، ننسى أن المرضى وذوي الإعاقة ليسوا في فئة مستقلة؛ الإعاقة أو المرض جزء من الحالة البشرية ويؤثر على الجميع شخصياً، حتى عندما لا يخوضون تجربتها مباشرة. مثل هذا التمييز غير أخلاقي ويجب أن يُعتبر غير قانوني؛ وبالمثل، يجب إزالة العقبات الثقافية والاقتصادية والاجتماعية التي تعرقل التعرف الكامل والحماية لذوي الإعاقة والمرضى.
اليهودية
اليهود يعترفون بالتشخيص الجنيني السابق للولادة ولكنهم يحظرون التشخيص الجنيني لمتلازمة داون لأنه "لا يخدم مصلحة علاجية". والإسلام يضع نفس التمييز.